# Psapharochrus nigropunctatus
Psapharochrus nigropunctatus là một loài bọ cánh cứng trong họ Cerambycidae.